# Kausalität (Unfallversicherung)
Unter Kausalität bei Versicherungsfällen versteht die Deutsche Gesetzliche Unfallversicherung die Zusammenhänge zwischen bestimmten Prüfschritten. Grundsätzlich wird die Glaubhaftigkeit zwischen Ursache und Wirkung untersucht.
Die deutsche gesetzliche Unfallversicherung (im Folgenden mit „GUV“ abgekürzt) schützt gem. § 8 SGB VII Beschäftigte bei ihren versicherten Tätigkeiten vor Arbeitsunfällen. Der Gesetzgeber definiert hier die Begriffe Unfall, Arbeitsunfall, versicherte Tätigkeit, Erweiterung des Kreises der versicherten Tätigkeiten, Fiktion der Beschädigung und Verlust eines Hilfsmittels als Gesundheitsschaden. Schlüsselhaft hierbei ist die Natur der Unfallversicherung als Tätigkeitsversicherung.
Zur Ermittlung, ob eine Verletzung infolge eines Arbeitsunfalls als solcher im Sinne des § 8 SGB VII anerkannt wird, wird nach ständiger Rechtsprechung des Bundessozialgerichts (im Folgenden mit „BSG“ abgekürzt) folgendes Prüfschema angewandt:
1. Versicherte Person

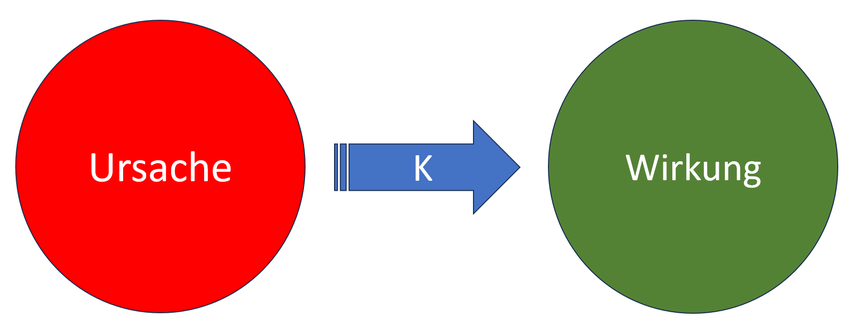
Übersichtsgrafik Kausalität

2. Versicherte Tätigkeit  → Innerer Zusammenhang zwischen grundsätzlich versicherter Tätigkeit und der verrichteten Tätigkeit
3. Verrichtung  → Unfallkausalität zwischen der verrichteten Tätigkeit und dem Unfallereignis
4. Unfallereignis  → Haftungsbegründete Kausalität zwischen Unfallereignis und Gesundheitserstschaden
5. Gesundheits(erst-)schaden  → Haftungsausfüllende Kausalität zwischen Gesundheitserstschaden und Folgeschäden
6. Weitere Unfallfolgen

## Äquivalenztheorie
Nach ständiger Rechtsprechung wird für die Herleitung von Kausalzusammenhängen von der sog. Äquivalenztheorie (lat. conditio sine qua non) Gebrauch gemacht: Ereignis „A“ soll Ursache für Zustand „B“ sein. Wenn „A“ nicht weggedacht werden kann, ohne dass auch „B“ entfällt, besteht ein greifbarer Kausalzusammenhang. Da diese Technik zu einer Vielzahl äquivalenter Ursachen für „B“ führen kann, begrenzen alle rechtlichen Bereiche eine gewisse Ursacheninflation mit unterschiedlich wertenden Zurechnungstheorien; so auch die GUV mit der Theorie der rechtlich wesentlichen Bedingung.

## Schutzzweck der Norm
Der Schutzzweck der Norm ist ein Rechtsbegriff, der im deutschen Zivilrecht verwendet wird. Er beschreibt den Zweck, den eine gesetzliche Vorschrift verfolgt, insbesondere welche Interessen oder Rechtsgüter durch die Norm geschützt werden sollen. Der Schutzzweck ist entscheidend dafür, ob und in welchem Umfang eine Haftung aufgrund der Verletzung der Norm bestehen kann. Beispielsweise wahrt eine Verkehrsvorschrift, die eine bestimmte Höchstgeschwindigkeit vorschreibt, primär die Verkehrssicherheit. Verletzt jemand diese Vorschrift und verursacht dadurch einen Unfall, der andere Verkehrsteilnehmer schädigt, so fällt dieser Schaden in den Schutzbereich der Vorschrift. Hingegen wäre ein Schaden, der völlig unabhängig von der Verkehrssicherheit ist, nicht durch den Schutzzweck der Norm erfasst. Der Schutzzweck der Normen, die die gesetzliche Unfallversicherung regeln, ist primär der Schutz der Gesundheit und des Einkommens von Arbeitnehmern. Der Anwendungsbereich dieser Normen umfasst im Falle der gesetzlichen Unfallversicherung sowohl Präventionsmaßnahmen als auch Leistungen im Schadensfall.
Die Prüfung des Schutzzwecks der Norm ist ein zentraler Bestandteil der juristischen Analyse, um festzustellen, ob ein Schadenersatzanspruch aufgrund einer Pflichtverletzung besteht. Bei der Anwendung muss zunächst genau festgestellt werden, welche gesetzliche Vorschrift verletzt wurde. Dies erfordert eine sorgfältige rechtliche Analyse und die Identifikation der relevanten Normen. Durch den Gesetzgeber erlassenes Recht enthält häufig auslegungsbedürftige Rechtsbegriffe, die unter folgenden Gesichtspunkten interpretiert werden:
- Wortlaut: Die Interpretation des Textes der Norm – was bedeuten die verwendeten Begriffe?
- Systematik: Die Stellung der Norm im Gesamtsystem des Rechts – wie lässt sich die betreffende Norm in das Gesamtbild des Gesetzes einsortieren?
- Teleologische Auslegung: Der Zweck und die Zielsetzung – was könnte der Gesetzgeber mit dieser Norm beabsichtigt haben?
- Historische Auslegung: Die Entstehungsgeschichte – wie ist der Werdegang der Gesetzessammlung im Hinblick auf die Interpretation des Einzelbegriffs zu bewerten?

Zusammenfassend lässt sich sagen, dass der Schutzzweck der Norm bestimmt, welche Arten von Schäden durch die Verletzung einer Vorschrift gedeckt sind und somit welche Ansprüche auf Schadensersatz daraus resultieren können. Die Anwendung des Schutzzwecks der Norm erfolgt im Rahmen der Prüfung der Haftung bei Pflichtverletzungen, insbesondere im deliktischen Schadensrecht nach § 823 des Bürgerlichen Gesetzbuches (BGB). Um zu beurteilen, ob ein Schadenersatzanspruch besteht, wird zunächst festgestellt, welche gesetzliche Vorschrift verletzt wurde und welche Interessen oder Rechtsgüter die Norm schützen soll. Hierzu wird die Norm nach den oben genannten Gesichtspunkten, Kommentarliteratur und durch Abgleich mit aktueller Rechtsprechung ausgelegt. Es wird geprüft, ob der Schaden, der eingetreten ist, innerhalb des Schutzbereichs der Norm liegt, und ob sie den Zweck hat, gerade diesen Schaden zu verhindern. Ein kausaler Zusammenhang zwischen der Verletzung der Norm und dem eingetretenen Schaden bestehen. Außerdem muss die Handlung rechtswidrig und dem Schädiger vorwerfbar sein. Wenn alle Voraussetzungen erfüllt sind, kann der Geschädigte einen Anspruch auf Schadenersatz geltend machen.

## Kausalitätsbegriffe

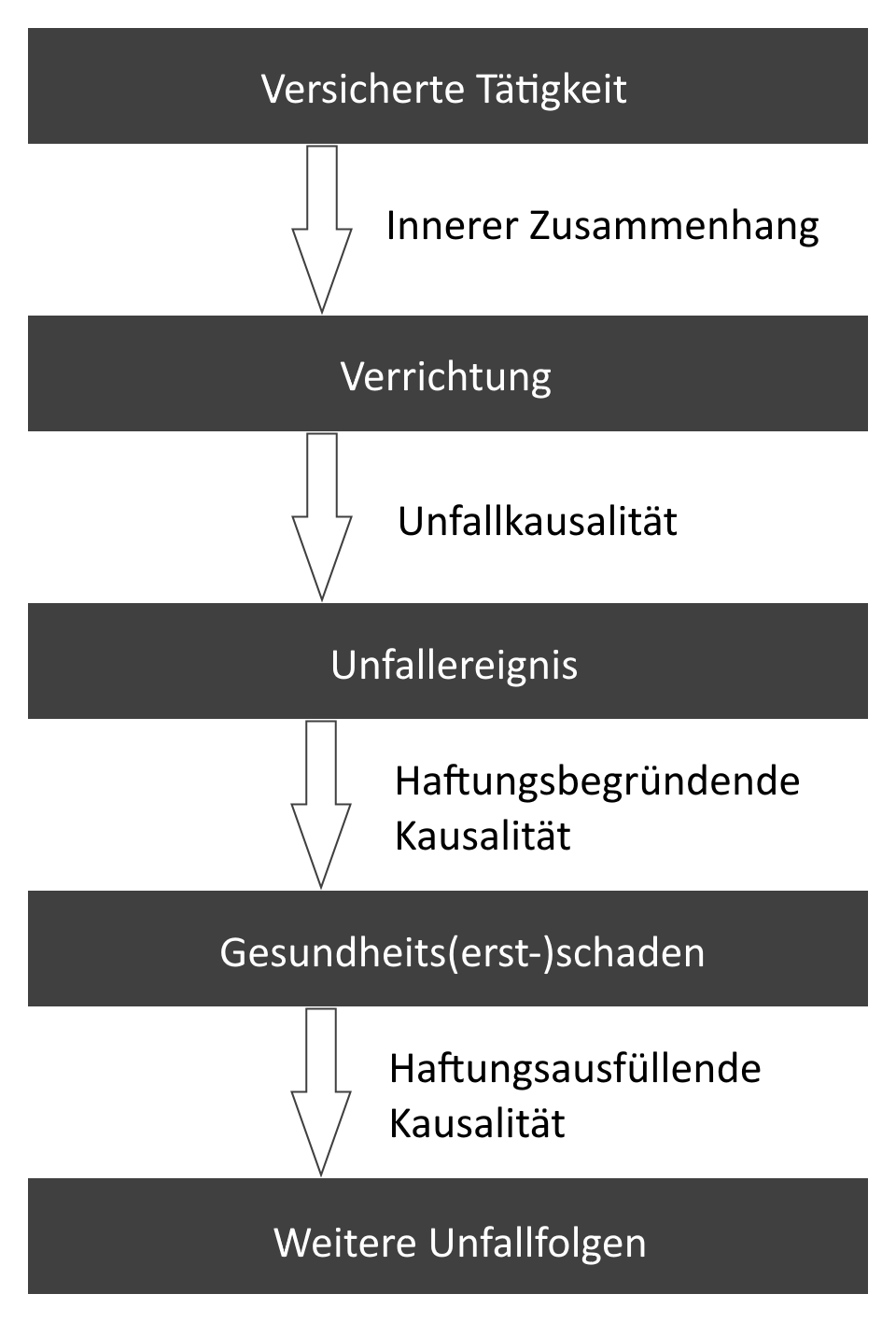
Prüfschema des Bundessozialgerichts. Die Kausalzusammenhänge sind mit Pfeilen gekennzeichnet.

Im Gegensatz zu den rechtserheblichen Tatsachen, für die an Gewissheit grenzende Wahrscheinlichkeit nachzuweisen ist (Vollbeweis), sind die Beweisanforderungen, die die Unfallversicherung an die Unfallkausalität, die haftungsbegründende Kausalität und die haftungsausfüllende Kausalität stellt, mit hinreichender Wahrscheinlichkeit bereits ausreichend begründet. Dies liegt den stets vorliegenden Unsicherheiten bezüglich der erforderlichen medizinischen und naturwissenschaftlichen Beurteilung zugrunde [In: Bereiter-Hahn/Mehrtens, Gesetz und Gesetzesrecht, Gesetzliche Unfallversicherung (Handkommentar): K § 8 SGB VII, S. A 369, Rn 10.2].

### Unfallkausalität
Die Unfallkausalität bietet eine Antwort auf die Frage des Zustandekommens des Unfalls: Ist die aus der durch den Versicherten verrichteten Tätigkeit stammende Gefahr wesentlich (mit-)ursächlich gewesen für das Entstehen des Unfallereignisses? [In: Bereiter-Hahn/Mehrtens, Gesetz und Gesetzesrecht, Gesetzliche Unfallversicherung (Handkommentar): K § 8 SGB VII, S. A 363, Rn 9.5.2] Diese Frage stellt sich besonders häufig bei gemischten Tätigkeiten des Versicherten. Diese liegt vor, wenn neben einer dienstlichen (versicherten) Verrichtung auch eine private Handlung durchgeführt wurde (Bsp.: Versicherter telefoniert dienstlich während eines Spaziergangs). Hier muss geklärt werden, ob die dienstliche Handlung im Verhältnis zur privaten Handlung eine wesentliche Mitursache des Unfallereignisses gewesen ist.
Gefahren, die aus inneren Ursachen (z. B. Epilepsie, vorbestehende Herzkrankheit, Alkohol, Drogen- und Medikamenteneinfluss, sowie Übermüdung) erwachsen, sind grundsätzlich nicht versichert. In solchen Fällen konkurriert mit der Gefahr aus der versicherten Verrichtung eine weitere naturwissenschaftliche Ursache, die dem Versicherten zugrunde liegt und in keinem direkten Zusammenhang mit der Verrichtung steht. Der Kausalzusammenhang zwischen der versicherten Tätigkeit und dem Unfallereignis ist nicht gegeben, wenn die innere Ursache zwangsläufig zu dem eingetretenen Unfallverlauf geführt hätte und die betrieblichen Umstände hierfür unwesentlich sind [In: Bereiter-Hahn/Mehrtens, Gesetz und Gesetzesrecht, Gesetzliche Unfallversicherung (Handkommentar): K § 8 SGB VII, S. A 363 ff, Rn 9.6]. Kann nicht bewiesen werden, dass das Unfallereignis im naturwissenschaftlich-philosophischen Sinne auch auf eine innere Ursache zurückzuführen ist (Beweislast trägt der zuständige Unfallversicherungsträger), ist von der betrieblichen Verrichtung als Unfallkausalität auszugehen [In: Bereiter-Hahn/Mehrtens, Gesetz und Gesetzesrecht, Gesetzliche Unfallversicherung (Handkommentar): K § 8 SGB VII, S. A 364, Rn 9.6.1]. Allerdings sind zu Unfällen führende innere Ursachen, die aus den Arbeitsbedingungen hervorgehen (z. B. Übermüdung wegen nicht eingehaltenen Ruhezeiten, Arbeit bei enormer Hitze), kausal mit der Verrichtung in Verbindung zu bringen und daher versichert.
Bei Verkehrs- und Wegeunfällen, die sich aus innerer Ursache ergeben, ist allerdings zu unterscheiden: Hier ist der versicherte Weg ein Gefahrenherd, der ein Versagen aus innerer Ursache deutlich verschlimmern kann. Tödliche innere Ursachen (z. B. Herzanfälle), die auch ohne die erhöhte Gefahr auf dem Verkehrsweg zum Tod geführt hätten, schließen die Unfallkausalität aus.

### Haftungsbegründete Kausalität
Die haftungsbegründende Kausalität begründet den Ursachenzusammenhang zwischen dem Unfallereignis und dem entstandenen Gesundheitsschaden. Mit hinreichender Wahrscheinlichkeit ist folgende Frage zu beantworten: Ist das geschehene Unfallereignis wesentlich ursächlich für die entstandenen Schäden? Rechtserheblich bei der Ermittlung sind hierbei das Unfallereignis und der Gesundheitserstschaden. Anerkannte medizinische Erfahrungssätze, bei deren Anwendung auf den konkreten Einzelfall eine Mitverursachung des Unfallereignisses bejaht werden kann, sind nach Möglichkeit hinzuzuziehen [In: Bereiter-Hahn/Mehrtens, Gesetz und Gesetzesrecht, Gesetzliche Unfallversicherung (Handkommentar): K § 8 SGB VII, S. A 368, Rn 10.1.b)].

### Haftungsausfüllende Kausalität
Die haftungsausfüllende Kausalität beschreibt den Kausalzusammenhang zwischen dem Gesundheitserstschaden, der aus dem Arbeitsunfall resultiert, und weiteren Gesundheitsfolgeschäden. Nach neuerer Rechtsprechung sind feststellbare Unfallfolgen Gesundheitsschäden, deren wesentliche (Teil-)Ursache der Gesundheitserstschaden des Arbeitsunfalls war oder die einem Versicherungsfall aufgrund besonderer Zurechnungsnormen zuzuordnen sind [BSG – Urteil vom 05.07.2011, B 2 U 17/10 R, Rn 14]. Dazu zählen auch Gesundheitsschäden, die bei der Entstehung eines Folgeunfalls wesentlich mitgewirkt haben. Rechtserhebliche Tatsachen bei der haftungsausfüllenden Kausalität sind der Gesundheitserstschaden, konkurrierende Gesundheitsstörungen (siehe: Unfallkausalität – Innere Ursache), medizinische Erfahrungswerte und Unfallfolgen.